# Подгорное (Чуйская область)
Подгорное — село в Аламудунском районе Чуйской области Кыргызстана. Входит в состав Таш-Мойнокского аильного округа. Код СОАТЕ — 41708 203 866 05 0.

## Население
| год     | 2009 | 2014 | 2015 |
| ------- | ---- | ---- | ---- |
| человек | 959  | 502  | 487  |